# ヴェラ・ヨルダノーヴァ
ヴェラ・ヨルダノーヴァ（Вера Йорданова, 1975年8月28日 - ）は、フィンランド生まれのモデル、女優。

## 生い立ち
1975年、フィンランドの首都・ヘルシンキにて、ブルガリア人の音楽家の子供として生まれた。一家は北欧諸国を旅しながら一緒の時を過ごした。一家は最終的にブルガリアに落ち着き、ヴェラは同地で7年間過ごした。14歳の時、政治情勢のため、一家はヴェラの生まれ故郷であるフィンランドに戻る。ヴェラはヘルシンキにある外国語教育に特化した学校で、複数の外国語を学んだ。

## 活動
フィンランドで外国語を学んだのち、モデル事務所『Paparazzi』の目に留まり、声をかけられたヴェラは、モデルとして複数の雑誌の表紙に登場し始める。その後、フィンランド国外でのモデルの仕事の機会が増え、フランスの写真家、ジル・ベンシモンによる協力のもと、大手化粧品会社『クラランス』(Clarins)、フェリーナ・ランジェリー(Felina Lingerie)、バカルディ・ライム(Bacardi Lime)が発売する商品にも登場した。ミラノ、パリ、ハンブルク、ケープタウン、ニューヨーク、ロス・アンジェレスにて、モデルの仕事を10年以上続けた。2006年には、雑誌『マクシム』(Maxim)のカレンダーや『FHM』に、2007年6月には、『エスクァイア』(Esquire)のチェコ語版にも登場し、その美しい姿態を披露した（いずれも男性向け雑誌）。
この頃には、女優業にも携わるようになり、『Isänmaan Toivot』（フィンランド語：『祖国へ向けられた希望』）を初めとするテレビドラマ作品に出演している。イーライ・ロス(Eli Roth)が監督したスプラッター映画、『ホステル2』（2007年）にも出演した。この映画で、ヴェラはアメリカ合衆国から東ヨーロッパへ観光にやって来た女性の主人公ら3人を、拷問と殺人の愛好家たちが集う建物にいざなう女、アクセルを演じた。
2014年、ヴェラは『Don't Miss a Bite: Stories and Flavors from around the World』と題した料理本をフィンランドで出版した。これは100の料理のレシピ、自身の短い自叙伝的な記述、ヴェラ本人による素描と写真が掲載されている。

## 私生活
2013年、コロンビア人のフェデリーコ・ルイ(Federico Ruiz)と婚約し、2016年に結婚した。

## 語学力
ヴェラ本人によれば、英語、フィンランド語、ブルガリア語を話し、ロシア語がある程度分かり、スペイン語は簡単な会話なら可能。フランス語も分かるが、話すのは無理だという。

## 出演作品

### 映画
| 年   | 作品名                     | 役                   |
| ---- | -------------------------- | -------------------- |
| 1993 | Harjunpää ja kiusantekijät | モデルとして出演     |
| 2007 | ホステル2                  | アクセル・ラスィモフ |

### テレビ
| 年        | 作品名                      | 役                                          |
| --------- | --------------------------- | ------------------------------------------- |
| 1994      | Venla Gaala 1993            | 本人                                        |
| 1998–1999 | Tähtitehdas                 | ミンッキ・カルヴォネン（ Minkki Karvonen ） |
| 1998      | Maailman pisin talk show    | 本人                                        |
| 1999–2001 | Joonas Hytönen show         | 本人 (2 episodes)                           |
| 2000      | Isänmaan toivot             | ヴェッルの恋人 (1 episode)                  |
| 2006      | Blow Out                    | 本人 (1 episode)                            |
| 2007      | Up Close with Carrie Keagan | 本人 (1 episode)                            |
| 2014      | Puoli Seitsemän             | 本人 (1 episode)                            |

### 動画
| 年   | 曲名     | 歌手名           | 役                           |
| ---- | -------- | ---------------- | ---------------------------- |
| 2006 | Colorful | ロッコ・デルーカ | モデル及びダンサーとして出演 |

## 著書
- Don't Miss a Bite: Stories and Flavors from around the World. Helsinki: WSOY. (2014). ISBN 978-9-5104-0643-4